# Moscow (Maine)
Moscow ist eine Town im Somerset County des Bundesstaates Maine in den Vereinigten Staaten. Im Jahr 2020 lebten hier 475 Einwohner in 352 Haushalten.

## Geographie
Nach dem United States Census Bureau hat Moscow eine Gesamtfläche von 124,22 km², von der 118,93 km² Land sind und 5,28 km² aus Gewässern bestehen.

### Geographische Lage
Moscow liegt zentral im Somerset County. Der Kennebec River, der an dieser Stelle den Wyman Lake bildet, stellt die westliche Grenze des Gebietes der Town dar. Auf dem Gebiet der Town befinden sich nur kleinere Seen. Der Austin Stream fließt in südwestliche Richtung durch das Gebiet und mündet im Kennebec River. Die Oberfläche ist leicht hügelig, der 379 Meter hohe Pierce Hill ist die höchste Erhebung.

### Nachbargemeinden
Alle Entfernungen sind als Luftlinien zwischen den offiziellen Koordinaten der Orte aus der Volkszählung 2010 angegeben.
- Norden: Caratunk, 8,7 km
- Osten: Northeast Somerset, Unorganized Territory, 37,4 km
- Südosten: Brighton Plantation, 15,5 km
- Süden: Bingham, 12,9 km
- Südwesten: Central Somerset, Unorganized Territory, 17,3 km
- Westen: Pleasant Ridge Plantation, 8,8 km
- Nordwesten: Northwest Somerset, Unorganized Territory, 43,7 km

### Stadtgliederung
In Moscow gibt es vier Siedlungsgebiete: Daggettville, Deadwater, Moscow und West Moscow.

### Klima
Die mittlere Durchschnittstemperatur in Moscow liegt zwischen −11,1 °C (12 °F) im Januar und 20,0 °C (68 °F) im Juli. Damit ist der Ort gegenüber dem langjährigen Mittel der USA um etwa 9 Grad kühler. Die Schneefälle zwischen Oktober und Mai liegen mit bis zu zweieinhalb Metern mehr als doppelt so hoch wie die mittlere Schneehöhe in den USA; die tägliche Sonnenscheindauer liegt am unteren Rand des Wertespektrums der USA.

## Geschichte
Die ersten Siedler erreichten das Gebiet im Jahr 1783. Es war die Familie Baker aus Readfield, bestehend aus Joseph Baker mit seiner Frau und sechs Kindern. Das siebte Kind wurde 1784 als erstes Kind in Moscow geboren. Isaac Temple, der 1804 das Gebiet erreichte, baute am Kennebec River die erste Sägemühle in Moscow. Ab 1812 bemühten sich die Einwohner um eine Organisation des Gebietes als Town. Zunächst sollte der Name der Siedlung Bakerstown lauten, nach den inzwischen zahlreich im Gebiet wohnenden Einwohnern namens Baker, die sich aus Litchfield stammend niedergelassen hatten, jedoch nicht mit der ersten Familie Baker verwandt waren. Dieser Name war jedoch schon vergeben an die heutige Town Poland. Da auch Northfield ausschied, wählte man den Namen Moscow nach der russischen Hauptstadt. Die Town Moscow wurde am 30. Januar 1816 organisiert.
Nach der Vermessung wurde das Gebiet zunächst als Township No. 1, Second Range Bingham's Kennebec Purchase, East of Kennebec River (T1 R2 BKP EKR) bezeichnet. Das Gebiet war zusammen mit Bingham ein Teil des Carratunk Settlements und gehörte auch teilweise zu Solon.

### Einwohnerentwicklung
| Volkszählungsergebnisse – Town of Moscow, Maine | Volkszählungsergebnisse – Town of Moscow, Maine | Volkszählungsergebnisse – Town of Moscow, Maine | Volkszählungsergebnisse – Town of Moscow, Maine | Volkszählungsergebnisse – Town of Moscow, Maine | Volkszählungsergebnisse – Town of Moscow, Maine | Volkszählungsergebnisse – Town of Moscow, Maine | Volkszählungsergebnisse – Town of Moscow, Maine | Volkszählungsergebnisse – Town of Moscow, Maine | Volkszählungsergebnisse – Town of Moscow, Maine | Volkszählungsergebnisse – Town of Moscow, Maine |
| Jahr                                            | 1800                                            | 1810                                            | 1820                                            | 1830                                            | 1840                                            | 1850                                            | 1860                                            | 1870                                            | 1880                                            | 1890                                            |
| ----------------------------------------------- | ----------------------------------------------- | ----------------------------------------------- | ----------------------------------------------- | ----------------------------------------------- | ----------------------------------------------- | ----------------------------------------------- | ----------------------------------------------- | ----------------------------------------------- | ----------------------------------------------- | ----------------------------------------------- |
| Einwohner                                       |                                                 |                                                 | 286                                             | 405                                             | 562                                             | 577                                             | 574                                             | 528                                             | 522                                             | 422                                             |
| Jahr                                            | 1900                                            | 1910                                            | 1920                                            | 1930                                            | 1940                                            | 1950                                            | 1960                                            | 1970                                            | 1980                                            | 1990                                            |
| Einwohner                                       | 378                                             | 518                                             | 365                                             | 1455                                            | 451                                             | 482                                             | 559                                             | 586                                             | 570                                             | 608                                             |
| Jahr                                            | 2000                                            | 2010                                            | 2020                                            | 2030                                            | 2040                                            | 2050                                            | 2060                                            | 2070                                            | 2080                                            | 2090                                            |
| Einwohner                                       | 577                                             | 512                                             | 475                                             |                                                 |                                                 |                                                 |                                                 |                                                 |                                                 |                                                 |

## Wirtschaft und Infrastruktur

### Verkehr
Durch Moscow verläuft in nordsüdlicher Richtung parallel zum Kennebec River der U.S. Highway 201. Im Süden zweigt in östliche Richtung die Maine State Route 16 ab.

### Öffentliche Einrichtungen
Es gibt keine medizinischen Einrichtungen in Moscow. Die nächstgelegenen befinden sich in Bingham, Skowhegan, Madison und Hartland.
Moscow besitzt keine eigene Bücherei. Die nächstgelegene ist die Bingham Union Library in der Main Street in Bingham.

### Bildung
Moscow bildet mit Bingham, Caratunk und West Forks den Schulbezirk RSU 83/MSAD 13.
Im Schulbezirk werden folgende Schulen angeboten:
- Moscow Elementary Schoo in Moscow
- Upper Kennebec Valley Jr/Sr High School in Bingham